# Caroline Voaden
Caroline Voaden (ur. 22 listopada 1968 w Wantage) – brytyjska polityk i dziennikarka, posłanka do Parlamentu Europejskiego IX kadencji, deputowana do Izby Gmin.

## Życiorys
Zawodowo była związana z dziennikarstwem, pracowała w różnych oddziałach agencji prasowej Reuters. W latach 1997–1999 kierowała jej biurem w Zagrzebiu. Prowadziła również własną działalność gospodarczą, zajęła się też działalnością wydawniczą. Stanęła na czele organizacji społecznej wspierającej osoby wcześnie owdowiałe (sama została wdową w 2003).
W wyborach w 2019 z listy Liberalnych Demokratów uzyskała mandat eurodeputowanej IX kadencji, który wykonywała do czasu zakończenia brexitu w 2020. W 2024 została wybrana na deputowaną do Izby Gmin.